# Ptocasius strupifer
Ptocasius strupifer là một loài nhện trong họ Salticidae.
Loài này thuộc chi Ptocasius. Ptocasius strupifer được Eugène Simon miêu tả năm 1901.

## Hình ảnh

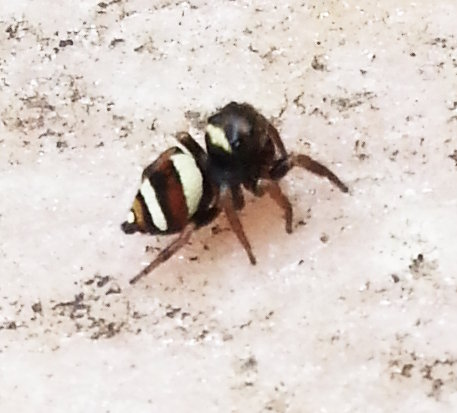